# Thiokyanatan amonný
Thiokyanatan amonný je anorganická sloučenina se vzorcem NH4SCN, sůl amonného kationtu a thiokyanatanového aniontu.

## Příprava a výroba
Thiokyanatan amonný se vyrábí reakcí sirouhlíku s vodným roztokem amoniaku. Meziproduktem je dithiokarbamát amonný, který se zahříváním rozkládá na thiokyanatan amonný a sulfan:
CS2 + 2 NH3(aq) → NH2C(=S)SNH4 → NH4SCN + H2S

## Reakce
Thiokyanatan amonný je na vzduchu stálý; zahříváním se však isomerizuje na thiomočovinu:
Rovnovážná směs obsahuje při 150 °C 30,3 a při 180 °C 25,3 hmotnostních procent thiomočoviny. Zahřátím na 200 °C dojde k rozkladu na amoniak, sulfan, sirouhlík a stopové množství guanidiniumthiokyanátu.
NH4SCN je slabě kyselý; reaguje s hydroxidy alkalických kovů, například sodným nebo draselným, za vzniku thiokyanatanu (sodného nebo draselného), vody a amoniaku. Thiokyanatanový anion reaguje se železitými solemi za vzniku tmavě červeného komplexu:
6 SCN− + Fe3+ → [Fe(SCN)6]3−
Thiokyanatan amonný reaguje s ionty několika kovů, například mědi, stříbra, zinku, olova a rtuti, přičemž se sráží příslušné thiokyanatany, které lze extrahovat do organických rozpouštědel.

## Použití
Thiokyanatan amonný se používá na výrobu herbicidů, thiomočoviny a průhledných pryskyřic, jako stabilizátor ve fotografii, složka protikorozních přípravků, jako přídavná látka při zpracovávání textilu, k oddělování hafnia od zirkonia a při titračních analýzách.
V roce 1945 bylo navrženo použití thiokyanatanu amonného k omezení úrody rýže v Japonsku v rámci bombardování Japonska.
Thiokyanatan amonný může být také použit ke kolorimetrickému stanovení železa v nápojích.
Dalším možným využitím thiokyanatanu amonného je oddělení chinidinu z likérů po izolaci chininu z neutrálního vodného roztoku síranu. Sůl se přidává k horkému roztoku a vzniklá pevná látka se oddělí od kapaliny a promyje methanolem, který rozpustí většinu nečistot, čímž se vytvoří krystalický thiokyanatan chinidinu o čistotě 90 až 95 %. Následnou separací (obvykle odstřeďováním) lze provést další přečištění do farmaceutické kvality. (Chinidin se používá na léčbu srdeční arytmie.)